# IC 4801
IC 4801 је лентикуларна галаксија у сазвјежђу Паун која се налази на листи објеката дубоког неба у Индекс каталогу.
Деклинација објекта је - 64° 40' 29" а ректасцензија 18h 59m 38,3s. Привидна величина (магнитуда) објекта IC 4801 износи 12,7 а фотографска магнитуда 13,6. IC 4801 је још познат и под ознакама ESO 104-28, PGC 62655.